# 佩佩·雷纳
何塞·曼努埃爾·雷納·派斯（西班牙語：José Manuel Reina Páez，發音：[xoˈse maˈnwel ˈrejna ˈpaeθ]；1982年8月31日—），前西班牙職業足球運動員，场上司职守门员，最後效力於意甲球隊科莫。其父親米基爾·連拿亦是一名門將，曾與前西班牙國家隊教練阿拉贡内斯一同效力於西班牙球隊马德里竞技。
2014年8月8日晚，德甲球队拜仁慕尼黑宣布签下雷纳，拜仁为雷纳提供一份为期三年的合同。

## 職業生涯
連拿是救十二碼專家，在2003-05年期間，他在聯賽面對13個十二碼，竟然撲出8球，成功率驚人，賓尼迪斯稱他為西班牙最佳門將。他出身於巴塞罗那預備隊，在2000-01年獲提升上甲隊。2002-03年轉投維拉利爾，協助球隊在歐洲足協杯晉級四強。2004-05年維拉利爾更奪得西甲聯賽季軍，是球隊歷史上最佳成績，取得歐聯外圍賽資格。
在轉會至維拉利爾之前，連拿曾在2000年至2002年間為巴塞隆拿上陣29次。在2005年8月17日，連拿在一場對著烏拉圭的友誼賽上首次為國家隊上陣，最後西班牙以2比0贏出。
2005－06新賽季開始之後利物浦主帥賓尼迪斯以連拿取代波蘭門將杜迪克先發出場。而連拿也先後為球隊奪得歐洲超級杯及世界冠軍球會盃亞軍。2005年12月3日，連拿在對韋根的比賽中保持清白身，是其連續第六場不失球，打破利物浦前球員大卫·詹姆斯在1996-97球季的紀錄。
在2005年12月28日，這個驚人的紀錄被同市勁敵愛華頓的比亞堤終結，不過利物浦在最後仍然以3比1勝出。在2006年2月5日，連拿在以0比2敗給車路士的比賽末段上，輕輕一推車路士的翼鋒洛賓，洛賓隨即假裝痛苦倒地，連拿被球証以紅牌趕出場，並被罰停賽三場。 
在2006年4月16日，他在為球隊上陣的第50場，對著布力般流浪的比賽上，創出上陣50場只失29球的紀錄，前紀錄保持者基文斯在1970-71賽季上，在50場上只失32球，比連拿多3球。
在2006年5月，連拿以20場不失球的成績獲得英超2005-06賽季的金手套獎，比曼聯的雲達沙(18場)、上屆得獎車路士的施治(17場)多。
在這季的最後一全賽事——於2006年5月13日的足總盃決賽——連拿犯了不少的錯誤，令到韋斯咸一度領先3-2。謝拉特拯救了連拿的尷尬，於補時射入扳平的一球，之後連拿在加時作出重要的撲救。比賽以3-3完結並進入十二碼階段，連拿成功救出韋斯咸4個十二碼中的3球，令利物浦勝出足總盃。
在2006-07賽季，雖然連拿在季初犯下不少尷尬的錯誤（最尷尬的是以0-3輸給利物浦市勁敵愛華頓）。可是連拿於利物浦的第一號門將的地位沒有動搖，因為二號門將杜迪克在一週內的兩個盃賽，同是對陣阿仙奴時失掉9球。經過2007年歐聯準決賽對著車路士的首回合後，連拿被利物浦球迷選為最有價值球員，他成功撲出車路士的林伯特的兩個驚險射球。他在次回會同樣顯示出很好的狀態，直接互射十二碼階段也保持不失球。在十二碼階段，連拿再次展現出他善於撲救12碼的特性，成功撲出車路士3個十二碼中的兩個，令利物浦繼2005年後，再次晉身決賽。可是當他回到利物浦後，發現自己位於Woolton的家被爆竊。連拿後來於2007年6月7日簽下新合約，為利物浦效力至2012年。
連拿現已成為利物浦史上保持不失球場數比例最高的門將，至今平均每1.86場便有1場不失球，紀錄遠較前輩優勝。之前的紀錄由名將基文斯保持，他平均上陣2.06場就有1場不失球。排第2則是高巴拿，平均上陣2.35場有1場不失球。另外，連拿亦成為利物浦歷史上最快取得50場聯賽不失球紀錄的守門員，上陣92場賽事已達到此紀錄，比紅軍名宿基文斯少踢三場比賽。2007-08賽季完結後，連拿保持了英超本季最多不失球場次紀錄，再奪得英超「金手套獎」。
2012年4月1日，連拿在英超聯賽與紐卡素的比賽中得到一張紅牌需停賽三場,自2007年5月以來，連拿首次缺席聯賽。
2013年夏天，前利物浦主帥、時任拿坡里主帥賓尼迪斯將連拿帶到意大利，連拿將成為拿坡里的一號門將。
2014年8月8日晚，德甲球队拜仁慕尼黑宣布签下雷纳，拜仁为雷纳提供一份为期三年的合同。
2015年3月在拜仁慕尼黑作客以4-0大勝雲達不萊梅的賽事中，領隊哥迪奧拿起用連拿取代諾伊爾擔任正選門將，令連拿成為首位在四大聯賽（英超、西甲、德甲與意甲）出場過的門將。
2015年6月24日，連拿以自由身回歸那不勒斯，年薪為250萬歐元，簽約3年。

## 个人生活
Reina于2006年5月19日在西班牙科尔多瓦与长期女友Yolanda Ruiz结婚，随后参加了2006年世界杯的西班牙国家队。他们夫妇共育有五个孩子。Reina曾是马德里竞技前锋和西班牙国家队队友Fernando Torres的邻居。在效力利物浦时，Reina与队友Luis Suárez是邻居。
Reina的父亲Miguel Reina曾在1974年欧洲冠军杯决赛中为马德里竞技担任守门员，在重赛中马德里竞技以1比4输给拜仁慕尼黑，首场比赛以1比1战平。
尽管在球场上作为守门员时显得坚毅认真，但Reina因其外场上活泼、像小丑一般的个性而闻名，经常通过讲笑话和唱歌来取悦队友，他还以在西班牙2008年欧洲锦标赛、2010年世界杯和2012年欧洲杯之后担任备受欢迎的主持人而闻名。
2018年7月，Reina与前那不勒斯足球运动员Paolo Cannavaro和Salvatore Aronica一同在意大利足球联合会面前接受了审讯，涉及与卡莫拉黑手党高级成员Esposito兄弟的关联。此外，还有指控Reina试图为Lo Russo卡莫拉家族获取免费门票。
2020年5月，Reina因支持国家保守政党Vox在COVID-19疫情期间的反封锁抗议活动而引起关注。2021年2月，他称进步的左翼政党Podemos是"过去40年来对西班牙造成的最糟糕的事情"。
2021年7月，Reina在西班牙版的Masked Singer中以一只巨大的企鹅的身份现身。

## 球隊榮譽
截止2006年12月27日

### 維拉利爾
- 2003/04 歐洲足協圖圖盃
- 2004/05 歐洲足協圖圖盃

### 利物浦

#### 冠軍
- 2005/06 歐洲超霸盃
- 2005/06 英格兰足总杯
- 2006/07 英格兰社區盾
- 2011/12 英格蘭聯賽盃

#### 亞軍
- 2005 世界冠軍球會盃
- 2007 歐洲冠軍聯賽
- 2008-09 英格蘭超級聯賽

### 西班牙國家足球隊
- 1999 17歲以下歐洲國家盃
- 2008 歐洲國家盃冠軍
- 2010 南非世界盃冠軍
- 2012 歐洲國家盃冠軍

### 個人
- 2005/06 英超金手套獎
- 2006/07 英超金手套獎
- 2006/07 官方球迷會年度最佳球員
- 2007/08 英超金手套獎

### 成就
- 利物浦歷史上最快取得50場聯賽不失球紀錄的守門員。
- 利物浦歷史上保持最長連續11場不失球紀錄，此紀錄最終被聖保羅的明尼路於2005年12月18日世界冠軍球會盃決賽中的入球所停止。

## 統計數字
| 球會        | 賽季    | 英超 | 英超   | 足總盃   | 足總盃   | 聯賽盃 | 聯賽盃 | 歐洲 | 歐洲   | 其他 | 其他   | 總數 | 總數   |
| 球會        | 賽季    | 出場 | 不失球 | 出場     | 不失球   | 出場   | 不失球 | 出場 | 不失球 | 出場 | 不失球 | 出場 | 不失球 |
| ----------- | ------- | ---- | ------ | -------- | -------- | ------ | ------ | ---- | ------ | ---- | ------ | ---- | ------ |
| 利物浦      | 2007-08 | 38   | 18     | 0        | 0        | 0      | 0      | 14   | 6      | 0    | 0      | 52   | 24     |
| 利物浦      | 2006-07 | 35   | 19     | 0        | 0        | 1      | 0      | 14   | 7      | 1    | 0      | 51   | 26     |
| 利物浦      | 2005-06 | 33   | 20     | 5        | 2        | 0      | 0      | 13   | 7      | 2    | 1      | 53   | 30     |
| 利物浦總數  |         | 106  | 57     | 5        | 2        | 1      | 0      | 41   | 20     | 3    | 1      | 156  | 80     |
| 球會        | 賽季    | 西甲 | 西甲   | 西班牙盃 | 西班牙盃 | -      | -      | 歐洲 | 歐洲   | 其他 | 其他   | 總數 | 總數   |
| 球會        | 賽季    | 出場 | 進球   | 出場     | 進球     | 出場   | 進球   | 出場 | 進球   | 出場 | 進球   | 出場 | 進球   |
| 維拉利爾    | 2004-05 | 38   | 0      | 0        | 0        | -      | -      | 19   | 0      | 0    | 0      | 57   | 0      |
| 維拉利爾    | 2003-04 | 38   | 0      | 0        | 0        | -      | -      | 15   | 0      | 0    | 0      | 53   | 0      |
| 維拉利爾    | 2002-03 | 33   | 0      | 0        | 0        | -      | -      | 4    | 0      | 0    | 0      | 37   | 0      |
| 巴塞隆拿    | 2001-02 | 11   | 0      | 1        | 0        | -      | -      | 4    | 0      | 0    | 0      | 16   | 0      |
| 巴塞隆拿    | 2000-01 | 19   | 0      | 7        | 0        | -      | -      | 7    | 0      | 0    | 0      | 33   | 0      |
| 巴塞隆拿B隊 | 2000-01 | 11   | 0      | 0        | 0        | -      | -      | 0    | 0      | 0    | 0      | 11   | 0      |
| 巴塞隆拿B隊 | 1999-00 | 30   | 0      | 0        | 0        | -      | -      | 0    | 0      | 0    | 0      | 30   | 0      |
| 總數        |         | 205  | 0      | 10       | 0        | 0      | 0      | 61   | 0      | 2    | 0      | 278  | 0      |